# Гаврилов, Иван Григорьевич
Иван Григорьевич Гаврилов (24 июня 1904 год, с. Ильинка, Ильинская волость, Область Войска Донского, Российская империя — 1995 год) — советский государственный деятель. Нарком автомобильного транспорта Казахской ССР.

## Биография
Иван Григорьевич Гаврилов родился 24 июня 1904 года в селе Ильинка Ильинской волости Области Войска Донского (ныне Кущевский район Краснодарского края) в семье крестьянина. По национальности - русский. Член Коммунистической партии с 1927 г.

### Образование
В 1927 году окончил рабочий факультет в Ростове-на-Дону, а в 1934 году – Автодорожный институт в том же городе, получив диплом инженера-механика по автотранспорту.

### Трудовая деятельность
В 1921-1922 годах секретарь волостного земельного отдела в с. Ильинка.
В 1923- 1924 годах уполномоченный Всероссийского профсоюза работников земли и леса, секретарь Степного волостного комитета РКСМ (Ростовская область).
В 1924-1925 годах член бюро райкома ВЛКСМ, в 1925-1926 годах ответственный секретарь районного совета Осоавиахима, в 1926-1927 годах инструктор районного бюро добровольных обществ (Кущевский район Краснодарского края).
В 1927-1934 годах студент рабфака, затем автодорожного института в г. Ростов-на-Дону.
В 1934-1935 годах начальник автомобильного сектора дорожно-транспортного отдела Алма-Атинского облисполкома.
В 1935-1938 годах начальник Алма-Атинской областной государственной автоинспекции.
В 1938- 1939 годах начальник Казахской республиканской государственной автоинспекции.
С июля 1939 по январь 1942 года заместитель наркома, с января 1942 нарком автомобильного транспорта Казахской ССР. После преобразования в Министерство автомобильного транспорта КазССР с марта 1946 по июль 1953 года министр автомобильного транспорта Казахской ССР.
С июля 1953 по февраль 1958 года заместитель министра дорожного и транспортного хозяйства Казахской ССР, заместитель министра автомобильного транспорта и шоссейных дорог Казахской ССР.
В 1958-1964 годах директор Казахского научно-исследовательского и проектного института Министерства автомобильного транспорта Казахской ССР.
С июня 1963 года персональный пенсионер союзного значения.
В 1965-1969 годах старший консультант Министерства автомобильного транспорта Казахской ССР .
Депутат Верховного Совета Казахской ССР II созыва (1947—1951) от Щучинско-Городского округа Кокчетавской области.
Кандидат в члены ЦК КП(б)К (1949).

### Награды
Награжден орденом Отечественной войны 1 степени (1945), орденом "Знак Почета" (1957), медалью "За доблестный труд в Великой Отечественной войне 1941–1945 гг.".